# Stereodon subadnatus
Stereodon subadnatus là một loài Rêu trong họ Hypnaceae. Loài này được (Müll. Hal. & Kindb.) Broth. ex Paris miêu tả khoa học đầu tiên năm 1909.